# Khin Gone Yi Linn
Khin Gone Yi Linn (* 24. Dezember 1998) ist eine burmesische Badmintonspielerin. 

## Karriere
Khin Gone Yi Linn nahm 2011 im Mixed und mit dem Team an den Südostasienspielen teil. Sie unterlag dabei im Mixed mit ihrem Partner Ye Min Aung im Achtelfinale gegen Songphon Anugritayawon und Kunchala Voravichitchaikul mit 10:21 und 12:21 und wurde somit Neunte in der Endabrechnung. Mit der Damenmannschaft verlor sie im Viertelfinale das Einzel gegen Gu Juan aus Singapur mit 7:21 und 7:21.